# Ascolectus albus
Ascolectus albus är en svampart som beskrevs av Samuels & Rogerson 1990. Ascolectus albus ingår i släktet Ascolectus och familjen Saccardiaceae.   Inga underarter finns listade i Catalogue of Life.